# Mädchenrealschule St. Josef
Die Mädchenrealschule St. Josef ist eine private Mädchenschule in Trägerschaft des Bistums Fulda im Stadtteil Großauheim der hessischen Stadt Hanau in Deutschland.
Ein Schulgeld wird nicht erhoben. Aktuell werden 302 Schülerinnen von 23 Lehrkräften unterrichtet.
Als katholische Schule unterrichtet die Mädchenrealschule St. Josef die Schülerinnen nach christlichen Grundprinzipien.
Die Schülerinnen haben in der Regel eine christliche Konfession (katholisch, evangelisch, orthodox) oder identifizieren sich mit den Werten des christlichen Glaubens. Auch konfessionslose Schülerinnen oder Schülerinnen mit anderem religiösen Hintergrund werden mittlerweile aufgenommen.
Die Schule wird nicht nur von Schülerinnen aus Großauheim und Hanau, sondern auch aus weiter entfernten Orten bis nach Aschaffenburg besucht.

## Geschichte
1919 gründeten die Ursulinen zu Fritzlar eine höhere Mädchenschule in Großauheim. Schon drei Jahre später mussten sie die Schule aufgeben, stattdessen übernahmen die Armen Schulschwestern von Unserer Lieben Frau auf der Brede die Trägerschaft. 1939 wurde die Schule von den Nationalsozialisten geschlossen. 1947 wurde sie wiedereröffnet. 1953 entstand auf dem Gelände ein modernes Schulgebäude. 1988 gaben die Armen Schulschwestern aus Altersgründen die Trägerschaft auf und übergaben diese dem Bistum Fulda, sie blieben aber noch bis 1999 im Schulgebäude ansässig. 2004 wurde die Schule modernisiert.
Das historische Schulgebäude entstand 1846 als Gasthaus. Es ist heute ein Kulturdenkmal nach dem Hessischen Denkmalschutzgesetz.
2019 wurde die Schule erweitert, indem ein Nachbargrundstück dazu gekauft und ein Schulgarten angelegt wurde. Der Pausenhof wurde 2020 modernisiert.

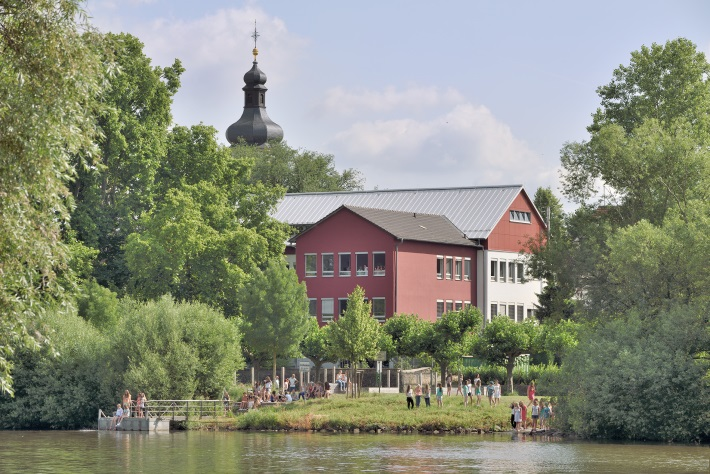
Ansicht der Mädchenrealschule St. Josef von der gegenüberliegenden Mainseite aus

## Schulleben
Die St. Josefschule ist eine christliche Schule, die jungen Menschen neben der Wissensvermittlung auch „Herzensbildung“ bieten möchte.
Das Leitbild „Einander Raum geben zu Mut und Verantwortung“ entstand im Jahr 2015 unter Mitwirkung aller Gremien der Schulgemeinde. Es stellt die Mission, die Werte, aber auch die Vision für zukünftiges schulisches Handeln dar. Das Leitbild wurde in ein Puzzle-Logo verpackt:  Die Schule will eine gute Gemeinschaft sein, einander Raum zu Entwicklung, Entfaltung und Veränderung geben, sie will Mädchen stark und mutig machen und sie zur Übernahme von Verantwortung erziehen.
Als christliche Schule engagiert sich die Mädchenrealschule St. Josef besonders für den Schutz der Umwelt und wurde vom hessischen Kultusministerium als Umweltschule zertifiziert.
Für die Schülerinnen der 9. und 10. Jahrgangsstufe wird jährlich die Teilnahme am ökumenischen Jugendtreff der Communauté de Taizé in Frankreich angeboten. Zudem findet in der 8. Jahrgangsstufe eine Fahrt nach England statt. Für diese Woche wohnen die Schülerinnen in englischen Gastfamilien.